# El Port (Llançà)
El Port és una entitat de població del municipi altempordanès de Llançà. El 1-1-2022 tenia 1547 habitants.
Llançà és un poble de la costa situat a uns 15 quilòmetres de la frontera de França. S'hi diferencien dues zones: el "Poble" o vila, i el "Port". En la vila se situa el centre històric construït al voltant de la seva plaça major i la seva església. El Port ha crescut i s'ha desenvolupat al llarg del segle xx, i s'hi observa clarament la proliferació de nous habitatges de segona residència.
El període de vacances fa que el nombre d'habitants de Llançà s'elevi considerablement; la majoria dels visitants venen de la resta de Catalunya o de França.